# خرمالوی خشک
خرمالوی خشک نوعی خشکبار سنتی شرقی است. معروف به shìbǐng (柿餅) به زبان چینی، hoshigaki (干し柿) به زبان ژاپنی، و gotgam (곶감) در کره ای، به‌طور سنتی در فصل زمستان، با روش خشک کردن در هوای آزاد این خرمالوی شرقی تولید می‌شود. یک غذای میان‌وعده محبوب در شرق آسیا است و از آن برای تهیه شراب و همچنین در تولید انواع دسر نیز استفاده می‌شود.

## تولید

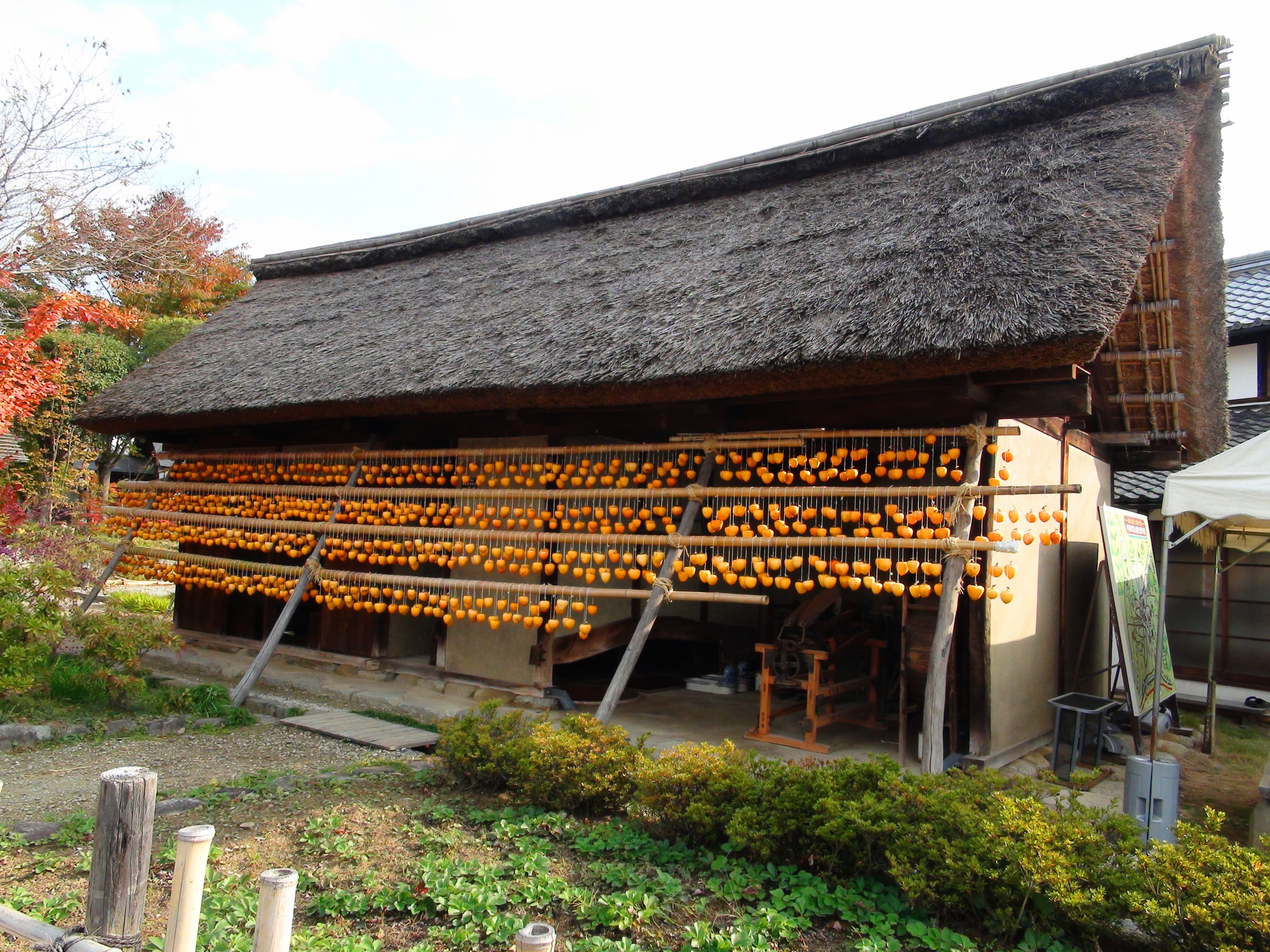
خرمالوها که از ساقه‌هایشان به نخ کشیده شده‌اند در کوشو ژاپن خشک می شوند.

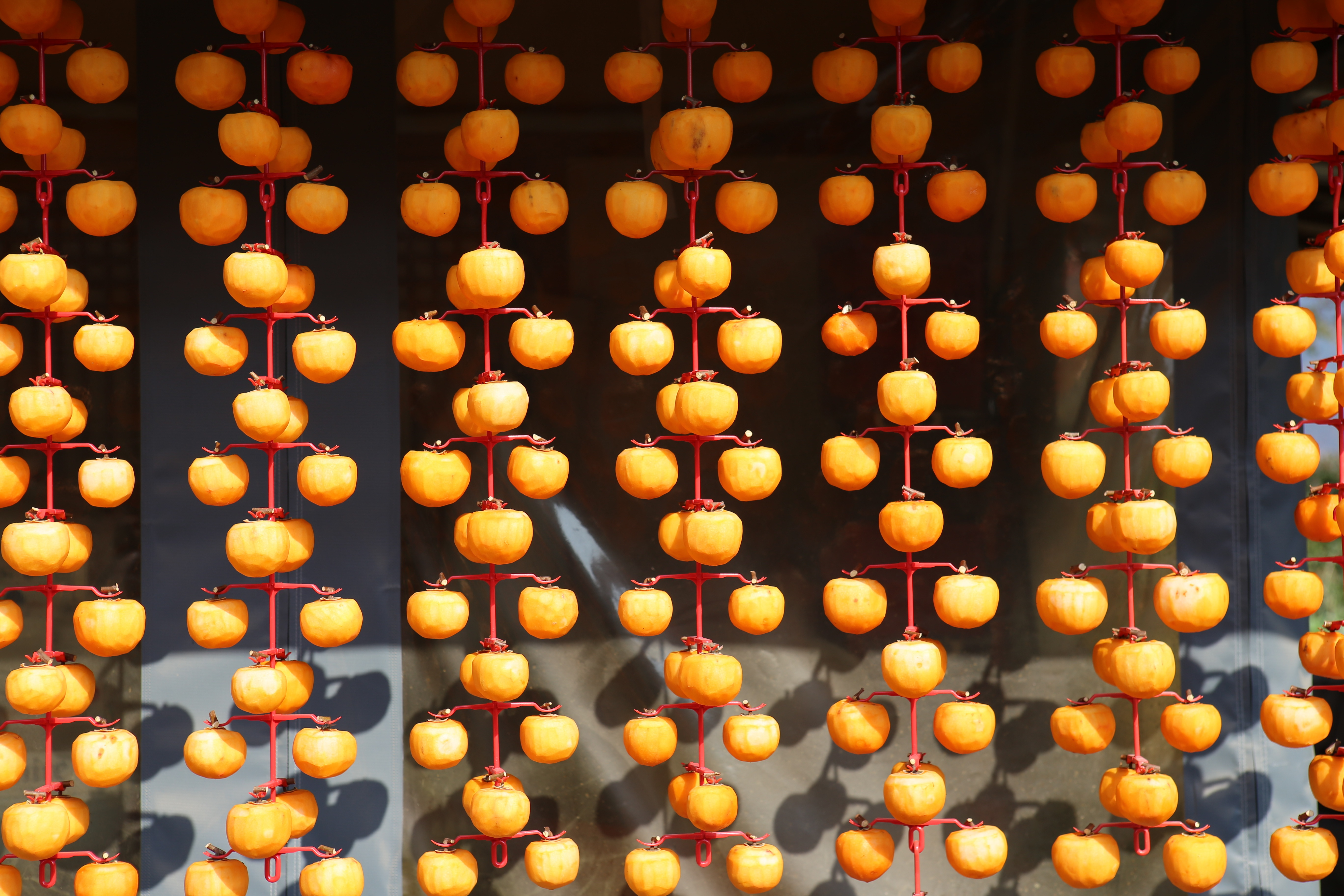
قفسه مدرن برای خشک کردن خرمالو که به جای طناب‌های کاهی سنتی استفاده می‌شود، در دهکده قوم هاهوئه، کره جنوبی

خرمالوی خشک از انواع مختلف خرمالوی مشرقی تهیه میشود. خرمالوها، وقتی کاملاً رسیده باشند، پوستی نازک، نرم و شیرین دارند اما میوه‌هایی که برای تهیهٔ برگهٔ خرمالو استفاده می‌شوند باید تا کال و گس هستند چیده شوند.

### چین
در چین، میوه خرمالو پس از برداشت محصول روی سینی‌های چوبی پوست کنده و خشک می‌شود.

### ژاپن
در ژاپن، میوه‌ها پوست گرفته می‌شوند و سپس از ساقه آویزان می‌شوند. آنها را به‌طور مرتب و روزانه در طی مدت خشک کردن ماساژ می‌دهند. این عمل به برگهٔ خرمالوی ژاپنی شکل و بافت متفاوتی می‌دهد که آنرا از انواع چین و کره متمایز می‌کند.

### کره
در کره، خرمالوها پوست کنده و خشک می‌شوند، با سائکی (طناب بافته شده از شالی و کاه برنج) گره خورده و در مکانی آفتابی و با تهویه مناسب آویزان می‌شوند، به عنوان مثال به لبه‌های بام خانه. هنگامی که برنگ قهوه ای در می‌آیند و قسمت بیرونی سخت می‌شود، دانه‌ها را خارج کرده و سپس خرمالو را بصورتی شکیل مهر و موم می‌کنند. بعد از گذشت حدود سه هفته، وقتی میوه‌ها به ۷۵٪ وزن اولیه خود رسیدند، آنها را در کاه برنج خشک شده پوشانده و در جعبه ای در جای خنک نگهداری می‌کنند تا زمان خشک شدن کامل شود و یک پوسته پودری سفید از قند خرمالو روی آن تشکیل شود. برگه‌های خرمالوی سانگژو در استان گیونگ سانگ شمالی معروف هستند.

## تغذیه
گتگام یا کشتهٔ خرمالوی کره ای معمولاً از ۳۲٪ رطوبت، ۶٫۳٪ پروتئین، ۰٫۴۴٪ چربی، ۴۴٫۸٪ کربوهیدرات، ۱۵٪ فیبر و ۱٫۹۹٪ مواد معدنی تشکیل شده‌است. کالری (۳۲ گرم در روز): 75.8kcal

## در آشپزی
در غذاهای کره ای، خرمالو خشک شده می‌تواند به خودی خود مصرف شود، یا به عنوان یک ماده اولیه در غذاهای دیگر استفاده شود. به عنوان مثال، گوتگام سام (لقمهٔ کشتهٔ خرمالو) با بسته‌بندی یک گردو داخل خرمالو خشک ساخته می‌شود. خرمالو خشک شده با مغز کاج یا چلغوز و سوکسیل گووا (نوعی شیرینی میوه ای) یا همراه میوه‌های تازه سرو می شود. خرمالو خشک نیز یکی از ترکیبات اصلی سوژونگوا (پانچ الکلی دارچین) است.

## در فرهنگ عامه
در یکی از امثال الحکم کره ای «ببر و برگهٔ خرمالو» ببری را پیدا می‌کنیم که از خرمالوی خشک واهمه دارد.

## تصاویر

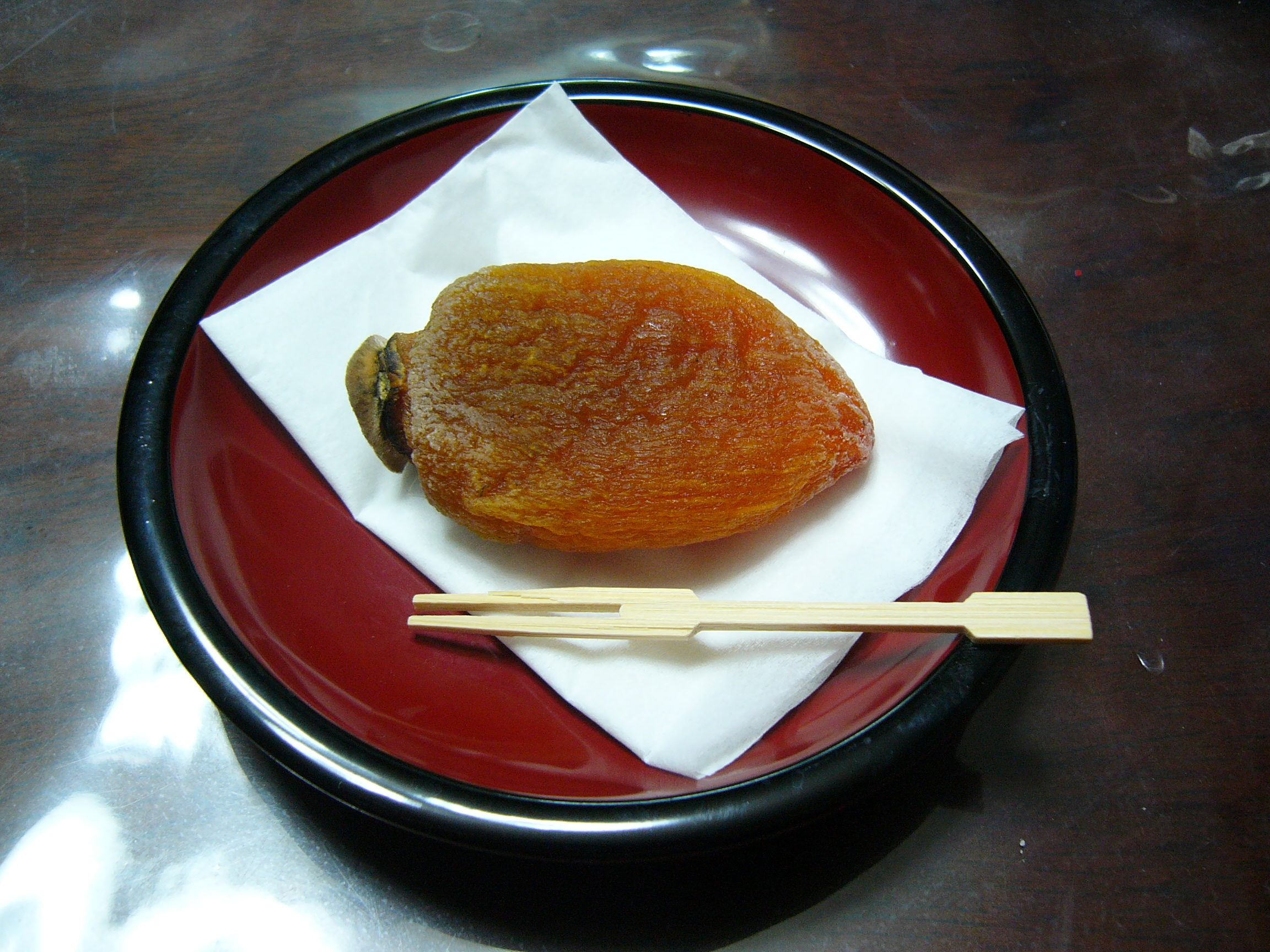
هوشیگاکی  یک میان وعده ژاپنی
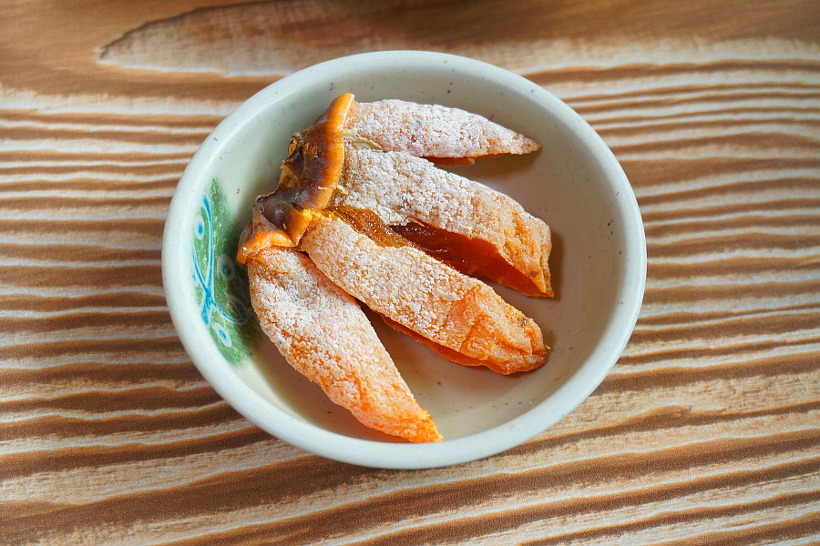
گوتگام یا کشتهٔ خرمالوی برش‌دار که بعنوان پیش غذا در کره سرو می‌شود
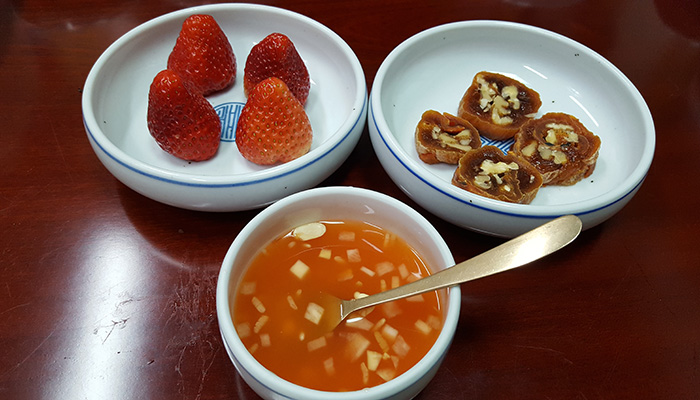
نمونهٔ رولت خرمالوی خشک شده یا گتگام ماری که با توت فرنگی و مارمالاد سرو شده
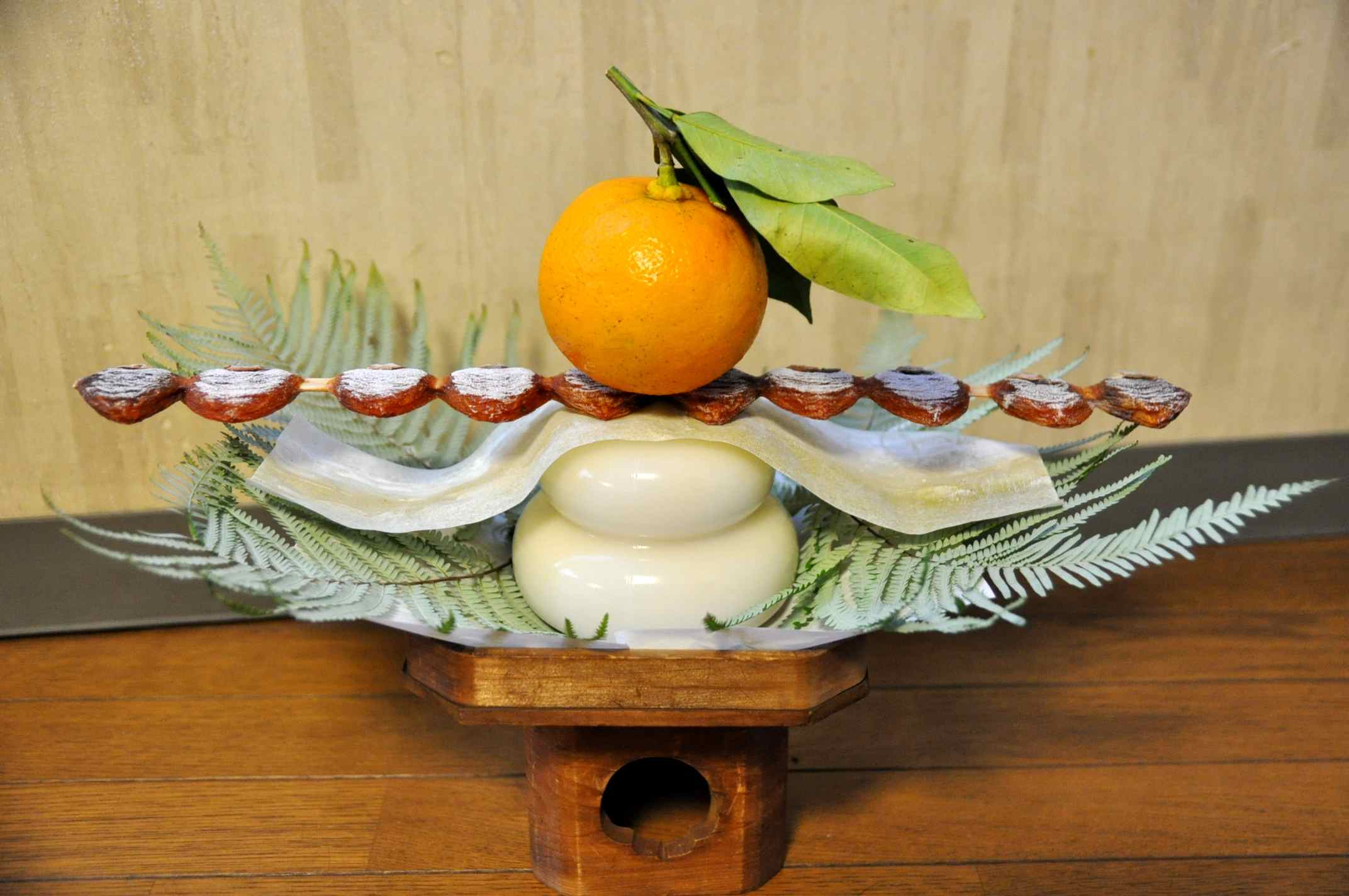
موشی یا بستنی ژاپنی همراه خرمالویی که با پوست خشک شده